# Serenade of the Seas
O Serenade of the Seas é um navio de cruzeiro operado pela companhia norte-americana Royal Caribbean International.